# Kraftwerk Lünen
Das Kraftwerk Lünen war ein Steinkohlekraftwerk im Lüner Ortsteil Lippholthausen im Kreis Unna.

## Geschichte
Das Kraftwerk gehörte zum Stadtwerke-Konsortium Rhein-Ruhr und wurde von 1938 bis 1941 zur Versorgung eines in der Nähe liegenden Aluminiumwerks von der Steag errichtet. Die damalige Leistung betrug 180 Megawatt. 1962 wurde es nach Hermann Kellermann in Kraftwerk Kellermann umbenannt. Am 25. September 1968 wurde der 250 Meter hohe Kamin des Kraftwerks fertiggestellt, zu diesem Zeitpunkt der höchste Schornstein Europas.
In den 1970er-Jahren wurden im Kraftwerk Versuche zur Kohledruckvergasung mit angeschlossenem Gas/Dampfturbinenprozess gemacht.

## Technik
Das Kraftwerk verfügte zuletzt über zwei Kraftwerksblöcke mit einer Gesamtleistung von 473 Megawatt; die beiden Blöcke wiesen Leistungen von 324 und 149 Megawatt auf. Sie bezogen ihr Kühlwasser aus der Lippe. Zusätzlich stand seit 1984 ein 110-Megawatt-Turbogeneratorsatz zur Bahnstromerzeugung zur Verfügung. Neben der Stromerzeugung speiste das Kraftwerk seit Ende 2003 in das Fernwärmenetz der Stadt Lünen ein. Der jährliche Steinkohleverbrauch betrug 960.000 Tonnen und der CO2-Ausstoß 2,1 Millionen Tonnen (980 g CO2 pro kWh). Der kleinere der beiden Kraftwerksblöcke speiste auf der 110-kV-Ebene über die Schaltanlage Lünen in das Verteilnetz von Westnetz ein, der größere Kraftwerksblock auf der 220-kV-Ebene über die Schaltanlage Elmenhorst in die Übertragungsnetze von Amprion und DB Energie.

## Stilllegung und Sprengung
Nachdem ein Vertrag über die Lieferung von 110 MW Bahnstrom von der Bahn zum Jahresende 2018 gekündigt wurde, beantragte die STEAG die endgültige Stilllegung von Lünen 6 und 7 bei der Bundesnetzagentur zum 2. März 2019. Da keinerlei Systemrelevanz bestand, wurden die Kraftwerksblöcke 6 und 7 bereits zum 31. Dezember 2018 endgültig vom Netz genommen. Grund der Stilllegung war, dass der Kraftwerksbetrieb nicht mehr wirtschaftlich war.
Im Juni 2020 begann der Rückbau der drei Kraftwerksblöcke.
Am 2. Oktober 2020 erfolgte die Sprengung der Rauchgasentschwefelungsanlage, am 8. Januar 2021 folgten Elektrofilter und am 5. Februar 2021 die Rauchgasentstickungsanlage.
Die Sprengung von Kühlturm, Kesselhaus und Schornstein fand am 28. März 2021 statt.
Das 37 Hektar große Kraftwerksareal wird durch die Unternehmensgruppe Hagedorn für die Ansiedlung neuer Unternehmen aufgearbeitet.